# 波多野検校
波多野 検校（はたの けんぎょう、生年不詳 - 1651年（慶安4年））は、江戸時代前期の琵琶奏者である。諱は孝一（考一とも）。波多野流を創始した事で知られている。

## 経歴・人物
京都の生まれ。幼年期に盲目となり、一方流師道派に属する山中検校（山中休一）の門人となり、琵琶奏法を主に学ぶ。後に八坂流の長原某の教えを受け、「波多野流」を創始した。波多野流は。同時期に活躍した前田検校が創始した「前田流」と共に、当時の琵琶奏法の双璧となった。1634年（寛永11年）小池凡一らと当代式目の制定に参加した。後に江戸に出て、当時江戸幕府の将軍であった徳川家光の恩恵を受けたことにより、江戸宗匠に認定された。さらに晩年から5年前からは職検校にも認定された。

## 弟子

### 直弟子
- 岸部検校（城郡）　‐坊主は藤田城けい（延享2年権成）。安永2年権成。京都で波多野流平曲を継承

### 孫弟子
- 岸並検校（城民） - 岸部の弟子。寛政8年権成。84代職総検校（京都）

### 曾孫弟子
- 権田検校 - 岸並の弟子。
- 八重橋検校（城芳） - 岸並の弟子。文政12年権成（大阪）。弟子に大阪の清原（吉原）検校（城秀）、孫弟子に摂津西宮の西原検校（城季）